# DM i landevejscykling 2024 – Linjeløb (herrer)
Herrernes linjeløb ved DM i landevejscykling 2024 blev afholdt søndag den 23. juni i Herning. Linjeløbet foregik over 218,6 km.

## Resultat
| \| Samlede stilling \| Samlede stilling \| Samlede stilling \| Samlede stilling \| Samlede stilling \| \| Rytter \| Rytter \| Hold \| Tid \| \| \| ---------------- \| ----------------------- \| -------------------------------------- \| ---------------- \| ---------------- \| \| 1. \| Rasmus Søjberg Pedersen \| Decathlon AG2R La Mondiale Development \| 4t 29' 45" \| \| \| 2. \| Kasper Asgreen \| Soudal Quick-Step \| + 0" \| \| \| 3. \| Frederik Wandahl \| Bora-Hansgrohe \| + 0" \| \| \| 4. \| Michael Valgren \| EF Education-EasyPost \| + 2" \| \| \| 5. \| Magnus Cort \| Uno-X Mobility \| + 5" \| \| \| 6. \| Tobias Lund Andresen \| Team dsm-firmenich PostNL \| + 5" \| \| \| 7. \| Alexander Salby \| Bingoal WB \| + 5" \| \| \| 8. \| Mads Pedersen \| Lidl-Trek \| + 5" \| \| \| 9. \| Daniel Stampe \| Airtox-Carl Ras \| + 5" \| \| \| 10. \| Nicklas Amdi Pedersen \| TDT-Unibet \| + 5" \| \| \| 11. \| Anders Foldager \| Team Jayco AlUla \| + 5" \| \| \| 12. \| Tobias Aagaard Hansen \| BHS-PL Beton Bornholm \| + 5" \| \| \| 13. \| Andreas Stokbro \| TDT-Unibet \| + 5" \| \| \| 14. \| Joshua Gudnitz \| ColoQuick \| + 5" \| \| \| 15. \| Malte Hellerup \| Aalborg-Sparekassen Danmark \| + 5" \| \| \| 16. \| Sebastian Nielsen \| TDT-Unibet \| + 5" \| \| \| 17. \| Mads Würtz Schmidt \| Israel-Premier Tech \| + 5" \| \| \| 18. \| Magnus Bak Klaris \| Airtox-Carl Ras \| + 5" \| \| \| 19. \| Alexander Arnt Hansen \| Airtox-Carl Ras \| + 5" \| \| \| 20. \| Mathias Larsen \| Airtox-Carl Ras \| + 5" \| \| |                         |                                        |            |
| |                         |                                        |            |
| Kilde: ProCyclingStats |                         |                                        |            |
| Samlede stilling |                         |                                        |            |
| Rytter | Rytter                  | Hold                                   | Tid        |
| 1. | Rasmus Søjberg Pedersen | Decathlon AG2R La Mondiale Development | 4t 29' 45" |
| 2. | Kasper Asgreen          | Soudal Quick-Step                      | + 0"       |
| 3. | Frederik Wandahl        | Bora-Hansgrohe                         | + 0"       |
| 4. | Michael Valgren         | EF Education-EasyPost                  | + 2"       |
| 5. | Magnus Cort             | Uno-X Mobility                         | + 5"       |
| 6. | Tobias Lund Andresen    | Team dsm-firmenich PostNL              | + 5"       |
| 7. | Alexander Salby         | Bingoal WB                             | + 5"       |
| 8. | Mads Pedersen           | Lidl-Trek                              | + 5"       |
| 9. | Daniel Stampe           | Airtox-Carl Ras                        | + 5"       |
| 10. | Nicklas Amdi Pedersen   | TDT-Unibet                             | + 5"       |
| 11. | Anders Foldager         | Team Jayco AlUla                       | + 5"       |
| 12. | Tobias Aagaard Hansen   | BHS-PL Beton Bornholm                  | + 5"       |
| 13. | Andreas Stokbro         | TDT-Unibet                             | + 5"       |
| 14. | Joshua Gudnitz          | ColoQuick                              | + 5"       |
| 15. | Malte Hellerup          | Aalborg-Sparekassen Danmark            | + 5"       |
| 16. | Sebastian Nielsen       | TDT-Unibet                             | + 5"       |
| 17. | Mads Würtz Schmidt      | Israel-Premier Tech                    | + 5"       |
| 18. | Magnus Bak Klaris       | Airtox-Carl Ras                        | + 5"       |
| 19. | Alexander Arnt Hansen   | Airtox-Carl Ras                        | + 5"       |
| 20. | Mathias Larsen          | Airtox-Carl Ras                        | + 5"       |

## Hold og ryttere
| UCI WorldTeams (10)- Astana Qazaqstan Team - Soudal Quick-Step - Lidl-Trek - Team dsm-firmenich PostNL - EF Education-EasyPost - Team Jayco AlUla - UAE Team Emirates - Bahrain Victorious - Bora-Hansgrohe - Movistar Team UCI ProTeams (5)- TDT-Unibet - Bingoal WB - Uno-X Mobility - Israel-Premier Tech - Tudor Pro Cycling Team UCI Kontinentalhold (15)- ColoQuick - Team Novo Nordisk Development - Airtox-Carl Ras - Decathlon AG2R La Mondiale Development Team - Lidl-Trek Future Racing - Sabgal / Anicolor - Uno-X Mobility Development Team - WSA KTM Graz - Zalf Euromobil Fior - Levante Fuji Shizuoka - Maloja Pushbikers - Hagens Berman Jayco - BHS-PL Beton Bornholm - Team Visma \| Lease a Bike Development - Tudor Pro Cycling Team U23 DCU Elite Teams (8)- CeramicSpeed Herning CK Elite - Aalborg-Sparekassen Danmark - CO:PLAY-Giant Store - Team Give Steel-2M Cycling Elite - IBT-Tripeak - Adventure Cycling UNITY - Give Elementer - Willing Able Racing Amatørcykelhold (3)- Proton Cycling Academy - ASD Swatt Club - Rostese Giant ASD Regional- og klubhold (10)- ARBÖ MiKo PV ON-Fahrrad - Aalborg Cykle-Ring - Amager Cykle Ring - Frederiksberg Bane- og Landevejsklub - Cykling Odense - Vejle Cykel Klub - Svendborg Cykle Club - Esbjerg Cykle Ring - Hammel Cykle Klub - Roskilde Cykle Ring |
| |

### Startliste
| Lidl-Trek LTK | Lidl-Trek LTK           | Lidl-Trek LTK |
| ------------- | ----------------------- | ------------- |
| Nr.           | Rytter                  | Placering     |
| 1             | Mattias Skjelmose (DEN) |               |
| 2             | Mads Pedersen (DEN)     |               |

| Soudal Quick-Step SOQ | Soudal Quick-Step SOQ | Soudal Quick-Step SOQ |
| --------------------- | --------------------- | --------------------- |
| Nr.                   | Rytter                | Placering             |
| 3                     | Casper Pedersen (DEN) |                       |
| 4                     | Kasper Asgreen (DEN)  |                       |

| EF Education-EasyPost EFE | EF Education-EasyPost EFE | EF Education-EasyPost EFE |
| ------------------------- | ------------------------- | ------------------------- |
| Nr.                       | Rytter                    | Placering                 |
| 5                         | Mikkel Honoré (DEN)       |                           |
| 6                         | Michael Valgren (DEN)     |                           |

| Bora-Hansgrohe BOH | Bora-Hansgrohe BOH     | Bora-Hansgrohe BOH |
| ------------------ | ---------------------- | ------------------ |
| Nr.                | Rytter                 | Placering          |
| 7                  | Frederik Wandahl (DEN) |                    |

| Movistar Team MOV | Movistar Team MOV       | Movistar Team MOV |
| ----------------- | ----------------------- | ----------------- |
| Nr.               | Rytter                  | Placering         |
| 8                 | Mathias Norsgaard (DEN) |                   |

| Bahrain Victorious TBV | Bahrain Victorious TBV      | Bahrain Victorious TBV |
| ---------------------- | --------------------------- | ---------------------- |
| Nr.                    | Rytter                      | Placering              |
| 9                      | Johan Price-Pejtersen (DEN) |                        |

| Team dsm-firmenich PostNL DFP | Team dsm-firmenich PostNL DFP | Team dsm-firmenich PostNL DFP |
| ----------------------------- | ----------------------------- | ----------------------------- |
| Nr.                           | Rytter                        | Placering                     |
| 10                            | Tobias Lund Andresen (DEN)    |                               |

| Team Jayco AlUla JAY | Team Jayco AlUla JAY  | Team Jayco AlUla JAY |
| -------------------- | --------------------- | -------------------- |
| Nr.                  | Rytter                | Placering            |
| 11                   | Anders Foldager (DEN) |                      |

| UAE Team Emirates UAD | UAE Team Emirates UAD        | UAE Team Emirates UAD |
| --------------------- | ---------------------------- | --------------------- |
| Nr.                   | Rytter                       | Placering             |
| 12                    | Mikkel Norsgaard Bjerg (DEN) |                       |

| Astana Qazaqstan Team AST | Astana Qazaqstan Team AST | Astana Qazaqstan Team AST |
| ------------------------- | ------------------------- | ------------------------- |
| Nr.                       | Rytter                    | Placering                 |
| 13                        | Michael Mørkøv (DEN)      |                           |
| 14                        | Anthon Charmig (DEN)      |                           |

| Uno-X Mobility UXM | Uno-X Mobility UXM         | Uno-X Mobility UXM |
| ------------------ | -------------------------- | ------------------ |
| Nr.                | Rytter                     | Placering          |
| 15                 | Carl-Frederik Bévort (DEN) |                    |
| 16                 | Niklas Larsen (DEN)        |                    |
| 17                 | Magnus Cort (DEN)          |                    |
| 18                 | Rasmus Bøgh Wallin (DEN)   |                    |
| 19                 | Marcus Sander Hansen (DEN) |                    |
| 20                 | William Blume Levy (DEN)   |                    |
| 21                 | Louis Bendixen (DEN)       |                    |

| Bingoal WB BWB | Bingoal WB BWB        | Bingoal WB BWB |
| -------------- | --------------------- | -------------- |
| Nr.            | Rytter                | Placering      |
| 22             | Alexander Salby (DEN) |                |

| TDT-Unibet TDT | TDT-Unibet TDT              | TDT-Unibet TDT |
| -------------- | --------------------------- | -------------- |
| Nr.            | Rytter                      | Placering      |
| 23             | Nicklas Amdi Pedersen (DEN) |                |
| 24             | Sebastian Nielsen (DEN)     |                |
| 25             | Andreas Stokbro (DEN)       |                |

| Israel-Premier Tech IPT | Israel-Premier Tech IPT  | Israel-Premier Tech IPT |
| ----------------------- | ------------------------ | ----------------------- |
| Nr.                     | Rytter                   | Placering               |
| 26                      | Mads Würtz Schmidt (DEN) |                         |

| Airtox-Carl Ras GSH | Airtox-Carl Ras GSH           | Airtox-Carl Ras GSH |
| ------------------- | ----------------------------- | ------------------- |
| Nr.                 | Rytter                        | Placering           |
| 27                  | Magnus Bak Klaris (DEN)       |                     |
| 28                  | Mads Andersen (DEN)           |                     |
| 29                  | Oscar Bluhm (DEN)             |                     |
| 30                  | Gustav Frederik Dahl (DEN)    |                     |
| 31                  | Oliver Søndergaard (DEN)      |                     |
| 32                  | Alexander Arnt Hansen (DEN)   |                     |
| 33                  | Albert Holm (DEN)             |                     |
| 34                  | Mathias Larsen (DEN)          |                     |
| 35                  | Christian Lindquist (DEN)     |                     |
| 36                  | Frederik Bjørn Sørensen (DEN) |                     |
| 37                  | Stian Rosenlund Richter (DEN) |                     |
| 38                  | Daniel Stampe (DEN)           |                     |
| 39                  | Gustav Wang (DEN)             |                     |

| ColoQuick TCQ | ColoQuick TCQ                | ColoQuick TCQ |
| ------------- | ---------------------------- | ------------- |
| Nr.           | Rytter                       | Placering     |
| 40            | Joshua Gudnitz (DEN)         |               |
| 41            | Magnus Lorents Nielsen (DEN) |               |
| 42            | Tobias Svarre (DEN)          |               |
| 43            | Frederik Muff (DEN)          |               |
| 44            | Tore Troelsen (DEN)          |               |
| 45            | Anders Vos Sørensen (DEN)    |               |
| 46            | Simon Bak (DEN)              |               |
| 47            | Conrad Haugsted (DEN)        |               |
| 48            | Nikolaj Mengel (DEN)         |               |
| 49            | Kevin Biehl (DEN)            |               |
| 50            | Aksel Bech Skot-Hansen (DEN) |               |
| 51            | Pelle Køster (DEN)           |               |
| 52            | Peter Øxenberg Hansen (DEN)  |               |

| BHS-PL Beton Bornholm BPC | BHS-PL Beton Bornholm BPC       | BHS-PL Beton Bornholm BPC |
| ------------------------- | ------------------------------- | ------------------------- |
| Nr.                       | Rytter                          | Placering                 |
| 53                        | Tobias Aagaard Hansen (DEN)     |                           |
| 54                        | Sebastian Ryttersgaard (DEN)    |                           |
| 55                        | Asger Røjbek Sørensen (DEN)     |                           |
| 56                        | Emil Schandorff Iwersen (DEN)   |                           |
| 57                        | Mads-Emil Dupont Hougaard (DEN) |                           |
| 58                        | Victor Grue Enggaard (DEN)      |                           |
| 59                        | Mikkel Øritsland (DEN)          |                           |
| 60                        | Andreas Krogh Jensen            |                           |
| 61                        | Martin Toft Madsen (DEN)        |                           |
| 62                        | Jacob Schebye                   |                           |
| 63                        | Martin Szokody                  |                           |

| Uno-X Mobility Development UXD | Uno-X Mobility Development UXD | Uno-X Mobility Development UXD |
| ------------------------------ | ------------------------------ | ------------------------------ |
| Nr.                            | Rytter                         | Placering                      |
| 64                             | Henrik Breiner Pedersen (DEN)  |                                |
| 65                             | Simon Dalby (DEN)              |                                |
| 66                             | Alfred Grenaae (DEN)           |                                |
| 67                             | Mads Landbo (DEN)              |                                |

| Zalf Euromobil Fior ZEF | Zalf Euromobil Fior ZEF | Zalf Euromobil Fior ZEF |
| ----------------------- | ----------------------- | ----------------------- |
| Nr.                     | Rytter                  | Placering               |
| 68                      | Dennis Lock (DEN)       |                         |

| Team Novo Nordisk Development TND | Team Novo Nordisk Development TND | Team Novo Nordisk Development TND |
| --------------------------------- | --------------------------------- | --------------------------------- |
| Nr.                               | Rytter                            | Placering                         |
| 69                                | Hjalte Thor Knudsen               |                                   |

| Sabgal-Anicolor SAT | Sabgal-Anicolor SAT    | Sabgal-Anicolor SAT |
| ------------------- | ---------------------- | ------------------- |
| Nr.                 | Rytter                 | Placering           |
| 70                  | Mathias Bregnhøj (DEN) |                     |
| 71                  | Julius Johansen (DEN)  |                     |

| Decathlon AG2R La Mondiale Development DAD | Decathlon AG2R La Mondiale Development DAD | Decathlon AG2R La Mondiale Development DAD |
| ------------------------------------------ | ------------------------------------------ | ------------------------------------------ |
| Nr.                                        | Rytter                                     | Placering                                  |
| 72                                         | Rasmus Søjberg Pedersen (DEN)              |                                            |
| 73                                         | Daniel Weis (DEN)                          |                                            |

| Hagens Berman Jayco HBJ | Hagens Berman Jayco HBJ   | Hagens Berman Jayco HBJ |
| ----------------------- | ------------------------- | ----------------------- |
| Nr.                     | Rytter                    | Placering               |
| 74                      | Kasper Andersen (DEN)     |                         |
| 75                      | Adam Holm Jørgensen (DEN) |                         |

| Lidl-Trek Future Racing LTF | Lidl-Trek Future Racing LTF | Lidl-Trek Future Racing LTF |
| --------------------------- | --------------------------- | --------------------------- |
| Nr.                         | Rytter                      | Placering                   |
| 76                          | Martin Pedersen (DEN)       |                             |
| 77                          | Patrick Frydkjær (DEN)      |                             |
| 78                          | Kristian Egholm (DEN)       |                             |

| Levante Fuji Shizuoka LVF | Levante Fuji Shizuoka LVF | Levante Fuji Shizuoka LVF |
| ------------------------- | ------------------------- | ------------------------- |
| Nr.                       | Rytter                    | Placering                 |
| 79                        | Daniel Guld               |                           |

| WSA KTM Graz WSA | WSA KTM Graz WSA   | WSA KTM Graz WSA |
| ---------------- | ------------------ | ---------------- |
| Nr.              | Rytter             | Placering        |
| 80               | Stinus Kæmpe (DEN) |                  |

| ARBÖ MiKo PV ON-Fahrrad ___ | ARBÖ MiKo PV ON-Fahrrad ___ | ARBÖ MiKo PV ON-Fahrrad ___ |
| --------------------------- | --------------------------- | --------------------------- |
| Nr.                         | Rytter                      | Placering                   |
| 81                          | Emil Jørgensen              |                             |
| 82                          | Ruben Zilas Larsen          |                             |

| Rostese Giant ASD ___ | Rostese Giant ASD ___ | Rostese Giant ASD ___ |
| --------------------- | --------------------- | --------------------- |
| Nr.                   | Rytter                | Placering             |
| 83                    | Jaspar Lonsdale       |                       |

| Proton Cycling Academy ___ | Proton Cycling Academy ___ | Proton Cycling Academy ___ |
| -------------------------- | -------------------------- | -------------------------- |
| Nr.                        | Rytter                     | Placering                  |
| 84                         | Nicklas Jacobsen Nissen    |                            |

| ASD Swatt Club ___ | ASD Swatt Club ___      | ASD Swatt Club ___ |
| ------------------ | ----------------------- | ------------------ |
| Nr.                | Rytter                  | Placering          |
| 85                 | Asbjørn Hellemose (DEN) |                    |

| CeramicSpeed Herning CK Elite ___ | CeramicSpeed Herning CK Elite ___ | CeramicSpeed Herning CK Elite ___ |
| --------------------------------- | --------------------------------- | --------------------------------- |
| Nr.                               | Rytter                            | Placering                         |
| 86                                | Jonas Nordal Jakobsen             |                                   |
| 87                                | Oskar Rønn                        |                                   |
| 88                                | Nicklas Fonnesbech                |                                   |
| 89                                | Mathias Hedevang Christensen      |                                   |
| 90                                | Markus Klitgaard Bugge            |                                   |
| 91                                | Peter Skov Lauritzen              |                                   |
| 92                                | Mikkel Jørgensen                  |                                   |
| 93                                | Christian Gorm Albrechtsen        |                                   |
| 94                                | Gustav Ferdinand Lau              |                                   |
| 95                                | Gustav Lorenzen (DEN)             |                                   |
| 96                                | Oliver Knudsen (DEN)              |                                   |

| CO:PLAY-Giant Store ___ | CO:PLAY-Giant Store ___ | CO:PLAY-Giant Store ___ |
| ----------------------- | ----------------------- | ----------------------- |
| Nr.                     | Rytter                  | Placering               |
| 97                      | Lasse Norman Leth (DEN) |                         |
| 98                      | Alfred Kongstad         |                         |
| 99                      | Oscar Aakvist Andersen  |                         |
| 100                     | Benjamin Hertz (DEN)    |                         |
| 101                     | Daniel Lemvig Lond      |                         |
| 102                     | Poul Holten Andersen    |                         |
| 103                     | Emil Hyllested          |                         |
| 104                     | Phillip Mathiesen       |                         |
| 105                     | Tobias Kongstad (DEN)   |                         |
| 106                     | Magnus Machholdt        |                         |
| 107                     | Lucas Toftemark         |                         |
| 108                     | Mikkel Tvergaard        |                         |

| Aalborg-Sparekassen Danmark ___ | Aalborg-Sparekassen Danmark ___ | Aalborg-Sparekassen Danmark ___ |
| ------------------------------- | ------------------------------- | ------------------------------- |
| Nr.                             | Rytter                          | Placering                       |
| 109                             | Malte Hellerup (DEN)            |                                 |
| 110                             | Malthe Sand Thomsen             |                                 |
| 111                             | Jacob Gye Madsen                |                                 |
| 112                             | Noah Wulff                      |                                 |
| 113                             | Jonas Sørensen                  |                                 |
| 114                             | Thomas Koldkjær Decker          |                                 |
| 115                             | Christian Kornum                |                                 |
| 116                             | Lauge Woer                      |                                 |
| 117                             | Johannes Rørby Petersen         |                                 |

| Team Give Steel-2M Cycling Elite ___ | Team Give Steel-2M Cycling Elite ___   | Team Give Steel-2M Cycling Elite ___ |
| ------------------------------------ | -------------------------------------- | ------------------------------------ |
| Nr.                                  | Rytter                                 | Placering                            |
| 118                                  | Felix Fog Holst Larsen                 |                                      |
| 119                                  | Kasper Jul Øhlenschlæger               |                                      |
| 120                                  | Erik Christoffersen                    |                                      |
| 121                                  | Oskar Hertz                            |                                      |
| 122                                  | Sebastian Sigurd Nielsen               |                                      |
| 123                                  | Victor Bredtoft Andersen               |                                      |
| 124                                  | Lucas Lorentsen                        |                                      |
| 125                                  | Mikkel Weber Zeyn                      |                                      |
| 126                                  | Oskar Winkler (DEN)                    |                                      |
| 127                                  | Thorolf Rønhede                        |                                      |
| 128                                  | Rasmus Bisgaard                        |                                      |
| 129                                  | Marckus Njor                           |                                      |
| 130                                  | Nicklas Lilleskov Falk Rasmussen (DEN) |                                      |
| 131                                  | Sebastian Andreasson (DEN)             |                                      |
| 132                                  | Axel Hjorth Køgs Andersen              |                                      |
| 133                                  | William Gudmann                        |                                      |

| Give Elementer ___ | Give Elementer ___        | Give Elementer ___ |
| ------------------ | ------------------------- | ------------------ |
| Nr.                | Rytter                    | Placering          |
| 134                | Jacob Degn Fryland        |                    |
| 135                | Rasmus Lundtoft Lindbjerg |                    |
| 136                | Emil Tønnesen             |                    |
| 137                | Karl Lindegaard           |                    |
| 138                | Magnus Bächler            |                    |
| 139                | Asger Paaske Frederiksen  |                    |
| 140                | Mathias Kirk              |                    |
| 141                | Mads Søgaard Mondrup      |                    |
| 142                | Jeppe Falk-Kristensen     |                    |

| IBT-Tripeak ___ | IBT-Tripeak ___       | IBT-Tripeak ___ |
| --------------- | --------------------- | --------------- |
| Nr.             | Rytter                | Placering       |
| 143             | Noah Borgen Morell    |                 |
| 144             | Peter Asbjørn Hansen  |                 |
| 145             | August Birk Hundt     |                 |
| 146             | Jakob Falk Paarup     |                 |
| 147             | Victor Vad            |                 |
| 148             | Mads Schulz Jørgensen |                 |

| Adventure Cycling UNITY ___ | Adventure Cycling UNITY ___ | Adventure Cycling UNITY ___ |
| --------------------------- | --------------------------- | --------------------------- |
| Nr.                         | Rytter                      | Placering                   |
| 149                         | Karl-Erik Rosendahl         |                             |
| 150                         | Bjørn Andreassen (DEN)      |                             |
| 151                         | Casper Ingerslev            |                             |
| 152                         | Tobias Lundberg Dichmann    |                             |
| 153                         | Torben Benner Lundgaard     |                             |
| 154                         | Elias Johan Asgaard         |                             |

| Frederiksberg Bane- og Landevejsklub ___ | Frederiksberg Bane- og Landevejsklub ___ | Frederiksberg Bane- og Landevejsklub ___ |
| ---------------------------------------- | ---------------------------------------- | ---------------------------------------- |
| Nr.                                      | Rytter                                   | Placering                                |
| 155                                      | Rasmus Mohr                              |                                          |
| 156                                      | Martin Henriksen                         |                                          |
| 157                                      | Alexander Engels Ryming                  |                                          |
| 158                                      | Anders Thor Lundberg                     |                                          |

| intet hold ___ | intet hold ___ | intet hold ___ |
| -------------- | -------------- | -------------- |
| Nr.            | Rytter         | Placering      |
| 159            | Anders Weuge   |                |

| Frederiksberg Bane- og Landevejsklub ___ | Frederiksberg Bane- og Landevejsklub ___ | Frederiksberg Bane- og Landevejsklub ___ |
| ---------------------------------------- | ---------------------------------------- | ---------------------------------------- |
| Nr.                                      | Rytter                                   | Placering                                |
| 160                                      | Lasse Østergaard Ahmt                    |                                          |
| 161                                      | Frederik Marquard Nielsen                |                                          |

| Vejle Cykel Klub ___ | Vejle Cykel Klub ___        | Vejle Cykel Klub ___ |
| -------------------- | --------------------------- | -------------------- |
| Nr.                  | Rytter                      | Placering            |
| 162                  | Oliver Mortensen            |                      |
| 163                  | Daniel Brockhoff (DEN)      |                      |
| 164                  | Jacob Christian Vestergaard |                      |
| 165                  | Morten Gadgaard (DEN)       |                      |
| 166                  | Mads Bak Bjerregaard        |                      |
| 167                  | Casper Kaysen               |                      |
| 168                  | Sebastian Ebbelin           |                      |

| Amager Cykle Ring ___ | Amager Cykle Ring ___ | Amager Cykle Ring ___ |
| --------------------- | --------------------- | --------------------- |
| Nr.                   | Rytter                | Placering             |
| 169                   | Laurids Blæsbjerg     |                       |

| Cykling Odense ___ | Cykling Odense ___ | Cykling Odense ___ |
| ------------------ | ------------------ | ------------------ |
| Nr.                | Rytter             | Placering          |
| 170                | Arne Birkemose     |                    |
| 171                | Sebastian Juul     |                    |
| 172                | Ian Millennium     |                    |

| Maloja Pushbikers PBS | Maloja Pushbikers PBS | Maloja Pushbikers PBS |
| --------------------- | --------------------- | --------------------- |
| Nr.                   | Rytter                | Placering             |
| 173                   | Matias Malmberg (DEN) |                       |

| Hammel Cykle Klub ___ | Hammel Cykle Klub ___ | Hammel Cykle Klub ___ |
| --------------------- | --------------------- | --------------------- |
| Nr.                   | Rytter                | Placering             |
| 174                   | Thomas Bilde          |                       |

| Roskilde Cykle Ring ___ | Roskilde Cykle Ring ___ | Roskilde Cykle Ring ___ |
| ----------------------- | ----------------------- | ----------------------- |
| Nr.                     | Rytter                  | Placering               |
| 175                     | Mads Klinke             |                         |

| Svendborg Cykle Club ___ | Svendborg Cykle Club ___         | Svendborg Cykle Club ___ |
| ------------------------ | -------------------------------- | ------------------------ |
| Nr.                      | Rytter                           | Placering                |
| 176                      | Frederik Winther Hulbæk Petersen |                          |

| Willing Able Racing ___ | Willing Able Racing ___ | Willing Able Racing ___ |
| ----------------------- | ----------------------- | ----------------------- |
| Nr.                     | Rytter                  | Placering               |
| 177                     | Jonas Lindberg (DEN)    |                         |

| Aalborg Cykle-Ring ___ | Aalborg Cykle-Ring ___ | Aalborg Cykle-Ring ___ |
| ---------------------- | ---------------------- | ---------------------- |
| Nr.                    | Rytter                 | Placering              |
| 178                    | Morten Andreassen      |                        |

| Tudor Pro Cycling Team TUD | Tudor Pro Cycling Team TUD     | Tudor Pro Cycling Team TUD |
| -------------------------- | ------------------------------ | -------------------------- |
| Nr.                        | Rytter                         | Placering                  |
| 179                        | Sebastian Kolze Changizi (DEN) |                            |

| Team Visma \| Lease a Bike Development VLD | Team Visma \| Lease a Bike Development VLD | Team Visma \| Lease a Bike Development VLD |
| ------------------------------------------ | ------------------------------------------ | ------------------------------------------ |
| Nr.                                        | Rytter                                     | Placering                                  |
| 180                                        | Morten Nørtoft (DEN)                       |                                            |

| Tudor Pro Cycling U23 TUU | Tudor Pro Cycling U23 TUU | Tudor Pro Cycling U23 TUU |
| ------------------------- | ------------------------- | ------------------------- |
| Nr.                       | Rytter                    | Placering                 |
| 181                       | Frederik Lykke (DEN)      |                           |

| Esbjerg Cykle Ring ___ | Esbjerg Cykle Ring ___ | Esbjerg Cykle Ring ___ |
| ---------------------- | ---------------------- | ---------------------- |
| Nr.                    | Rytter                 | Placering              |
| 182                    | Tim Hansen             |                        |

| ColoQuick TCQ | ColoQuick TCQ     | ColoQuick TCQ |
| ------------- | ----------------- | ------------- |
| Nr.           | Rytter            | Placering     |
| 183           | Emil Toudal (DEN) |               |

| Lidl-Trek LTK | Lidl-Trek LTK           | Lidl-Trek LTK |
| ------------- | ----------------------- | ------------- |
| Nr.           | Rytter                  | Placering     |
| 1             | Mattias Skjelmose (DEN) |               |
| 2             | Mads Pedersen (DEN)     |               |

| Soudal Quick-Step SOQ | Soudal Quick-Step SOQ | Soudal Quick-Step SOQ |
| --------------------- | --------------------- | --------------------- |
| Nr.                   | Rytter                | Placering             |
| 3                     | Casper Pedersen (DEN) |                       |
| 4                     | Kasper Asgreen (DEN)  |                       |

| EF Education-EasyPost EFE | EF Education-EasyPost EFE | EF Education-EasyPost EFE |
| ------------------------- | ------------------------- | ------------------------- |
| Nr.                       | Rytter                    | Placering                 |
| 5                         | Mikkel Honoré (DEN)       |                           |
| 6                         | Michael Valgren (DEN)     |                           |

| Bora-Hansgrohe BOH | Bora-Hansgrohe BOH     | Bora-Hansgrohe BOH |
| ------------------ | ---------------------- | ------------------ |
| Nr.                | Rytter                 | Placering          |
| 7                  | Frederik Wandahl (DEN) |                    |

| Movistar Team MOV | Movistar Team MOV       | Movistar Team MOV |
| ----------------- | ----------------------- | ----------------- |
| Nr.               | Rytter                  | Placering         |
| 8                 | Mathias Norsgaard (DEN) |                   |

| Bahrain Victorious TBV | Bahrain Victorious TBV      | Bahrain Victorious TBV |
| ---------------------- | --------------------------- | ---------------------- |
| Nr.                    | Rytter                      | Placering              |
| 9                      | Johan Price-Pejtersen (DEN) |                        |

| Team dsm-firmenich PostNL DFP | Team dsm-firmenich PostNL DFP | Team dsm-firmenich PostNL DFP |
| ----------------------------- | ----------------------------- | ----------------------------- |
| Nr.                           | Rytter                        | Placering                     |
| 10                            | Tobias Lund Andresen (DEN)    |                               |

| Team Jayco AlUla JAY | Team Jayco AlUla JAY  | Team Jayco AlUla JAY |
| -------------------- | --------------------- | -------------------- |
| Nr.                  | Rytter                | Placering            |
| 11                   | Anders Foldager (DEN) |                      |

| UAE Team Emirates UAD | UAE Team Emirates UAD        | UAE Team Emirates UAD |
| --------------------- | ---------------------------- | --------------------- |
| Nr.                   | Rytter                       | Placering             |
| 12                    | Mikkel Norsgaard Bjerg (DEN) |                       |

| Astana Qazaqstan Team AST | Astana Qazaqstan Team AST | Astana Qazaqstan Team AST |
| ------------------------- | ------------------------- | ------------------------- |
| Nr.                       | Rytter                    | Placering                 |
| 13                        | Michael Mørkøv (DEN)      |                           |
| 14                        | Anthon Charmig (DEN)      |                           |

| Uno-X Mobility UXM | Uno-X Mobility UXM         | Uno-X Mobility UXM |
| ------------------ | -------------------------- | ------------------ |
| Nr.                | Rytter                     | Placering          |
| 15                 | Carl-Frederik Bévort (DEN) |                    |
| 16                 | Niklas Larsen (DEN)        |                    |
| 17                 | Magnus Cort (DEN)          |                    |
| 18                 | Rasmus Bøgh Wallin (DEN)   |                    |
| 19                 | Marcus Sander Hansen (DEN) |                    |
| 20                 | William Blume Levy (DEN)   |                    |
| 21                 | Louis Bendixen (DEN)       |                    |

| Bingoal WB BWB | Bingoal WB BWB        | Bingoal WB BWB |
| -------------- | --------------------- | -------------- |
| Nr.            | Rytter                | Placering      |
| 22             | Alexander Salby (DEN) |                |

| TDT-Unibet TDT | TDT-Unibet TDT              | TDT-Unibet TDT |
| -------------- | --------------------------- | -------------- |
| Nr.            | Rytter                      | Placering      |
| 23             | Nicklas Amdi Pedersen (DEN) |                |
| 24             | Sebastian Nielsen (DEN)     |                |
| 25             | Andreas Stokbro (DEN)       |                |

| Israel-Premier Tech IPT | Israel-Premier Tech IPT  | Israel-Premier Tech IPT |
| ----------------------- | ------------------------ | ----------------------- |
| Nr.                     | Rytter                   | Placering               |
| 26                      | Mads Würtz Schmidt (DEN) |                         |

| Airtox-Carl Ras GSH | Airtox-Carl Ras GSH           | Airtox-Carl Ras GSH |
| ------------------- | ----------------------------- | ------------------- |
| Nr.                 | Rytter                        | Placering           |
| 27                  | Magnus Bak Klaris (DEN)       |                     |
| 28                  | Mads Andersen (DEN)           |                     |
| 29                  | Oscar Bluhm (DEN)             |                     |
| 30                  | Gustav Frederik Dahl (DEN)    |                     |
| 31                  | Oliver Søndergaard (DEN)      |                     |
| 32                  | Alexander Arnt Hansen (DEN)   |                     |
| 33                  | Albert Holm (DEN)             |                     |
| 34                  | Mathias Larsen (DEN)          |                     |
| 35                  | Christian Lindquist (DEN)     |                     |
| 36                  | Frederik Bjørn Sørensen (DEN) |                     |
| 37                  | Stian Rosenlund Richter (DEN) |                     |
| 38                  | Daniel Stampe (DEN)           |                     |
| 39                  | Gustav Wang (DEN)             |                     |

| ColoQuick TCQ | ColoQuick TCQ                | ColoQuick TCQ |
| ------------- | ---------------------------- | ------------- |
| Nr.           | Rytter                       | Placering     |
| 40            | Joshua Gudnitz (DEN)         |               |
| 41            | Magnus Lorents Nielsen (DEN) |               |
| 42            | Tobias Svarre (DEN)          |               |
| 43            | Frederik Muff (DEN)          |               |
| 44            | Tore Troelsen (DEN)          |               |
| 45            | Anders Vos Sørensen (DEN)    |               |
| 46            | Simon Bak (DEN)              |               |
| 47            | Conrad Haugsted (DEN)        |               |
| 48            | Nikolaj Mengel (DEN)         |               |
| 49            | Kevin Biehl (DEN)            |               |
| 50            | Aksel Bech Skot-Hansen (DEN) |               |
| 51            | Pelle Køster (DEN)           |               |
| 52            | Peter Øxenberg Hansen (DEN)  |               |

| BHS-PL Beton Bornholm BPC | BHS-PL Beton Bornholm BPC       | BHS-PL Beton Bornholm BPC |
| ------------------------- | ------------------------------- | ------------------------- |
| Nr.                       | Rytter                          | Placering                 |
| 53                        | Tobias Aagaard Hansen (DEN)     |                           |
| 54                        | Sebastian Ryttersgaard (DEN)    |                           |
| 55                        | Asger Røjbek Sørensen (DEN)     |                           |
| 56                        | Emil Schandorff Iwersen (DEN)   |                           |
| 57                        | Mads-Emil Dupont Hougaard (DEN) |                           |
| 58                        | Victor Grue Enggaard (DEN)      |                           |
| 59                        | Mikkel Øritsland (DEN)          |                           |
| 60                        | Andreas Krogh Jensen            |                           |
| 61                        | Martin Toft Madsen (DEN)        |                           |
| 62                        | Jacob Schebye                   |                           |
| 63                        | Martin Szokody                  |                           |

| Uno-X Mobility Development UXD | Uno-X Mobility Development UXD | Uno-X Mobility Development UXD |
| ------------------------------ | ------------------------------ | ------------------------------ |
| Nr.                            | Rytter                         | Placering                      |
| 64                             | Henrik Breiner Pedersen (DEN)  |                                |
| 65                             | Simon Dalby (DEN)              |                                |
| 66                             | Alfred Grenaae (DEN)           |                                |
| 67                             | Mads Landbo (DEN)              |                                |

| Zalf Euromobil Fior ZEF | Zalf Euromobil Fior ZEF | Zalf Euromobil Fior ZEF |
| ----------------------- | ----------------------- | ----------------------- |
| Nr.                     | Rytter                  | Placering               |
| 68                      | Dennis Lock (DEN)       |                         |

| Team Novo Nordisk Development TND | Team Novo Nordisk Development TND | Team Novo Nordisk Development TND |
| --------------------------------- | --------------------------------- | --------------------------------- |
| Nr.                               | Rytter                            | Placering                         |
| 69                                | Hjalte Thor Knudsen               |                                   |

| Sabgal-Anicolor SAT | Sabgal-Anicolor SAT    | Sabgal-Anicolor SAT |
| ------------------- | ---------------------- | ------------------- |
| Nr.                 | Rytter                 | Placering           |
| 70                  | Mathias Bregnhøj (DEN) |                     |
| 71                  | Julius Johansen (DEN)  |                     |

| Decathlon AG2R La Mondiale Development DAD | Decathlon AG2R La Mondiale Development DAD | Decathlon AG2R La Mondiale Development DAD |
| ------------------------------------------ | ------------------------------------------ | ------------------------------------------ |
| Nr.                                        | Rytter                                     | Placering                                  |
| 72                                         | Rasmus Søjberg Pedersen (DEN)              |                                            |
| 73                                         | Daniel Weis (DEN)                          |                                            |

| Hagens Berman Jayco HBJ | Hagens Berman Jayco HBJ   | Hagens Berman Jayco HBJ |
| ----------------------- | ------------------------- | ----------------------- |
| Nr.                     | Rytter                    | Placering               |
| 74                      | Kasper Andersen (DEN)     |                         |
| 75                      | Adam Holm Jørgensen (DEN) |                         |

| Lidl-Trek Future Racing LTF | Lidl-Trek Future Racing LTF | Lidl-Trek Future Racing LTF |
| --------------------------- | --------------------------- | --------------------------- |
| Nr.                         | Rytter                      | Placering                   |
| 76                          | Martin Pedersen (DEN)       |                             |
| 77                          | Patrick Frydkjær (DEN)      |                             |
| 78                          | Kristian Egholm (DEN)       |                             |

| Levante Fuji Shizuoka LVF | Levante Fuji Shizuoka LVF | Levante Fuji Shizuoka LVF |
| ------------------------- | ------------------------- | ------------------------- |
| Nr.                       | Rytter                    | Placering                 |
| 79                        | Daniel Guld               |                           |

| WSA KTM Graz WSA | WSA KTM Graz WSA   | WSA KTM Graz WSA |
| ---------------- | ------------------ | ---------------- |
| Nr.              | Rytter             | Placering        |
| 80               | Stinus Kæmpe (DEN) |                  |

| ARBÖ MiKo PV ON-Fahrrad ___ | ARBÖ MiKo PV ON-Fahrrad ___ | ARBÖ MiKo PV ON-Fahrrad ___ |
| --------------------------- | --------------------------- | --------------------------- |
| Nr.                         | Rytter                      | Placering                   |
| 81                          | Emil Jørgensen              |                             |
| 82                          | Ruben Zilas Larsen          |                             |

| Rostese Giant ASD ___ | Rostese Giant ASD ___ | Rostese Giant ASD ___ |
| --------------------- | --------------------- | --------------------- |
| Nr.                   | Rytter                | Placering             |
| 83                    | Jaspar Lonsdale       |                       |

| Proton Cycling Academy ___ | Proton Cycling Academy ___ | Proton Cycling Academy ___ |
| -------------------------- | -------------------------- | -------------------------- |
| Nr.                        | Rytter                     | Placering                  |
| 84                         | Nicklas Jacobsen Nissen    |                            |

| ASD Swatt Club ___ | ASD Swatt Club ___      | ASD Swatt Club ___ |
| ------------------ | ----------------------- | ------------------ |
| Nr.                | Rytter                  | Placering          |
| 85                 | Asbjørn Hellemose (DEN) |                    |

| CeramicSpeed Herning CK Elite ___ | CeramicSpeed Herning CK Elite ___ | CeramicSpeed Herning CK Elite ___ |
| --------------------------------- | --------------------------------- | --------------------------------- |
| Nr.                               | Rytter                            | Placering                         |
| 86                                | Jonas Nordal Jakobsen             |                                   |
| 87                                | Oskar Rønn                        |                                   |
| 88                                | Nicklas Fonnesbech                |                                   |
| 89                                | Mathias Hedevang Christensen      |                                   |
| 90                                | Markus Klitgaard Bugge            |                                   |
| 91                                | Peter Skov Lauritzen              |                                   |
| 92                                | Mikkel Jørgensen                  |                                   |
| 93                                | Christian Gorm Albrechtsen        |                                   |
| 94                                | Gustav Ferdinand Lau              |                                   |
| 95                                | Gustav Lorenzen (DEN)             |                                   |
| 96                                | Oliver Knudsen (DEN)              |                                   |

| CO:PLAY-Giant Store ___ | CO:PLAY-Giant Store ___ | CO:PLAY-Giant Store ___ |
| ----------------------- | ----------------------- | ----------------------- |
| Nr.                     | Rytter                  | Placering               |
| 97                      | Lasse Norman Leth (DEN) |                         |
| 98                      | Alfred Kongstad         |                         |
| 99                      | Oscar Aakvist Andersen  |                         |
| 100                     | Benjamin Hertz (DEN)    |                         |
| 101                     | Daniel Lemvig Lond      |                         |
| 102                     | Poul Holten Andersen    |                         |
| 103                     | Emil Hyllested          |                         |
| 104                     | Phillip Mathiesen       |                         |
| 105                     | Tobias Kongstad (DEN)   |                         |
| 106                     | Magnus Machholdt        |                         |
| 107                     | Lucas Toftemark         |                         |
| 108                     | Mikkel Tvergaard        |                         |

| Aalborg-Sparekassen Danmark ___ | Aalborg-Sparekassen Danmark ___ | Aalborg-Sparekassen Danmark ___ |
| ------------------------------- | ------------------------------- | ------------------------------- |
| Nr.                             | Rytter                          | Placering                       |
| 109                             | Malte Hellerup (DEN)            |                                 |
| 110                             | Malthe Sand Thomsen             |                                 |
| 111                             | Jacob Gye Madsen                |                                 |
| 112                             | Noah Wulff                      |                                 |
| 113                             | Jonas Sørensen                  |                                 |
| 114                             | Thomas Koldkjær Decker          |                                 |
| 115                             | Christian Kornum                |                                 |
| 116                             | Lauge Woer                      |                                 |
| 117                             | Johannes Rørby Petersen         |                                 |

| Team Give Steel-2M Cycling Elite ___ | Team Give Steel-2M Cycling Elite ___   | Team Give Steel-2M Cycling Elite ___ |
| ------------------------------------ | -------------------------------------- | ------------------------------------ |
| Nr.                                  | Rytter                                 | Placering                            |
| 118                                  | Felix Fog Holst Larsen                 |                                      |
| 119                                  | Kasper Jul Øhlenschlæger               |                                      |
| 120                                  | Erik Christoffersen                    |                                      |
| 121                                  | Oskar Hertz                            |                                      |
| 122                                  | Sebastian Sigurd Nielsen               |                                      |
| 123                                  | Victor Bredtoft Andersen               |                                      |
| 124                                  | Lucas Lorentsen                        |                                      |
| 125                                  | Mikkel Weber Zeyn                      |                                      |
| 126                                  | Oskar Winkler (DEN)                    |                                      |
| 127                                  | Thorolf Rønhede                        |                                      |
| 128                                  | Rasmus Bisgaard                        |                                      |
| 129                                  | Marckus Njor                           |                                      |
| 130                                  | Nicklas Lilleskov Falk Rasmussen (DEN) |                                      |
| 131                                  | Sebastian Andreasson (DEN)             |                                      |
| 132                                  | Axel Hjorth Køgs Andersen              |                                      |
| 133                                  | William Gudmann                        |                                      |

| Give Elementer ___ | Give Elementer ___        | Give Elementer ___ |
| ------------------ | ------------------------- | ------------------ |
| Nr.                | Rytter                    | Placering          |
| 134                | Jacob Degn Fryland        |                    |
| 135                | Rasmus Lundtoft Lindbjerg |                    |
| 136                | Emil Tønnesen             |                    |
| 137                | Karl Lindegaard           |                    |
| 138                | Magnus Bächler            |                    |
| 139                | Asger Paaske Frederiksen  |                    |
| 140                | Mathias Kirk              |                    |
| 141                | Mads Søgaard Mondrup      |                    |
| 142                | Jeppe Falk-Kristensen     |                    |

| IBT-Tripeak ___ | IBT-Tripeak ___       | IBT-Tripeak ___ |
| --------------- | --------------------- | --------------- |
| Nr.             | Rytter                | Placering       |
| 143             | Noah Borgen Morell    |                 |
| 144             | Peter Asbjørn Hansen  |                 |
| 145             | August Birk Hundt     |                 |
| 146             | Jakob Falk Paarup     |                 |
| 147             | Victor Vad            |                 |
| 148             | Mads Schulz Jørgensen |                 |

| Adventure Cycling UNITY ___ | Adventure Cycling UNITY ___ | Adventure Cycling UNITY ___ |
| --------------------------- | --------------------------- | --------------------------- |
| Nr.                         | Rytter                      | Placering                   |
| 149                         | Karl-Erik Rosendahl         |                             |
| 150                         | Bjørn Andreassen (DEN)      |                             |
| 151                         | Casper Ingerslev            |                             |
| 152                         | Tobias Lundberg Dichmann    |                             |
| 153                         | Torben Benner Lundgaard     |                             |
| 154                         | Elias Johan Asgaard         |                             |

| Frederiksberg Bane- og Landevejsklub ___ | Frederiksberg Bane- og Landevejsklub ___ | Frederiksberg Bane- og Landevejsklub ___ |
| ---------------------------------------- | ---------------------------------------- | ---------------------------------------- |
| Nr.                                      | Rytter                                   | Placering                                |
| 155                                      | Rasmus Mohr                              |                                          |
| 156                                      | Martin Henriksen                         |                                          |
| 157                                      | Alexander Engels Ryming                  |                                          |
| 158                                      | Anders Thor Lundberg                     |                                          |

| intet hold ___ | intet hold ___ | intet hold ___ |
| -------------- | -------------- | -------------- |
| Nr.            | Rytter         | Placering      |
| 159            | Anders Weuge   |                |

| Frederiksberg Bane- og Landevejsklub ___ | Frederiksberg Bane- og Landevejsklub ___ | Frederiksberg Bane- og Landevejsklub ___ |
| ---------------------------------------- | ---------------------------------------- | ---------------------------------------- |
| Nr.                                      | Rytter                                   | Placering                                |
| 160                                      | Lasse Østergaard Ahmt                    |                                          |
| 161                                      | Frederik Marquard Nielsen                |                                          |

| Vejle Cykel Klub ___ | Vejle Cykel Klub ___        | Vejle Cykel Klub ___ |
| -------------------- | --------------------------- | -------------------- |
| Nr.                  | Rytter                      | Placering            |
| 162                  | Oliver Mortensen            |                      |
| 163                  | Daniel Brockhoff (DEN)      |                      |
| 164                  | Jacob Christian Vestergaard |                      |
| 165                  | Morten Gadgaard (DEN)       |                      |
| 166                  | Mads Bak Bjerregaard        |                      |
| 167                  | Casper Kaysen               |                      |
| 168                  | Sebastian Ebbelin           |                      |

| Amager Cykle Ring ___ | Amager Cykle Ring ___ | Amager Cykle Ring ___ |
| --------------------- | --------------------- | --------------------- |
| Nr.                   | Rytter                | Placering             |
| 169                   | Laurids Blæsbjerg     |                       |

| Cykling Odense ___ | Cykling Odense ___ | Cykling Odense ___ |
| ------------------ | ------------------ | ------------------ |
| Nr.                | Rytter             | Placering          |
| 170                | Arne Birkemose     |                    |
| 171                | Sebastian Juul     |                    |
| 172                | Ian Millennium     |                    |

| Maloja Pushbikers PBS | Maloja Pushbikers PBS | Maloja Pushbikers PBS |
| --------------------- | --------------------- | --------------------- |
| Nr.                   | Rytter                | Placering             |
| 173                   | Matias Malmberg (DEN) |                       |

| Hammel Cykle Klub ___ | Hammel Cykle Klub ___ | Hammel Cykle Klub ___ |
| --------------------- | --------------------- | --------------------- |
| Nr.                   | Rytter                | Placering             |
| 174                   | Thomas Bilde          |                       |

| Roskilde Cykle Ring ___ | Roskilde Cykle Ring ___ | Roskilde Cykle Ring ___ |
| ----------------------- | ----------------------- | ----------------------- |
| Nr.                     | Rytter                  | Placering               |
| 175                     | Mads Klinke             |                         |

| Svendborg Cykle Club ___ | Svendborg Cykle Club ___         | Svendborg Cykle Club ___ |
| ------------------------ | -------------------------------- | ------------------------ |
| Nr.                      | Rytter                           | Placering                |
| 176                      | Frederik Winther Hulbæk Petersen |                          |

| Willing Able Racing ___ | Willing Able Racing ___ | Willing Able Racing ___ |
| ----------------------- | ----------------------- | ----------------------- |
| Nr.                     | Rytter                  | Placering               |
| 177                     | Jonas Lindberg (DEN)    |                         |

| Aalborg Cykle-Ring ___ | Aalborg Cykle-Ring ___ | Aalborg Cykle-Ring ___ |
| ---------------------- | ---------------------- | ---------------------- |
| Nr.                    | Rytter                 | Placering              |
| 178                    | Morten Andreassen      |                        |

| Tudor Pro Cycling Team TUD | Tudor Pro Cycling Team TUD     | Tudor Pro Cycling Team TUD |
| -------------------------- | ------------------------------ | -------------------------- |
| Nr.                        | Rytter                         | Placering                  |
| 179                        | Sebastian Kolze Changizi (DEN) |                            |

| Team Visma \| Lease a Bike Development VLD | Team Visma \| Lease a Bike Development VLD | Team Visma \| Lease a Bike Development VLD |
| ------------------------------------------ | ------------------------------------------ | ------------------------------------------ |
| Nr.                                        | Rytter                                     | Placering                                  |
| 180                                        | Morten Nørtoft (DEN)                       |                                            |

| Tudor Pro Cycling U23 TUU | Tudor Pro Cycling U23 TUU | Tudor Pro Cycling U23 TUU |
| ------------------------- | ------------------------- | ------------------------- |
| Nr.                       | Rytter                    | Placering                 |
| 181                       | Frederik Lykke (DEN)      |                           |

| Esbjerg Cykle Ring ___ | Esbjerg Cykle Ring ___ | Esbjerg Cykle Ring ___ |
| ---------------------- | ---------------------- | ---------------------- |
| Nr.                    | Rytter                 | Placering              |
| 182                    | Tim Hansen             |                        |

| ColoQuick TCQ | ColoQuick TCQ     | ColoQuick TCQ |
| ------------- | ----------------- | ------------- |
| Nr.           | Rytter            | Placering     |
| 183           | Emil Toudal (DEN) |               |